# Dámské literární salony a společnosti v arabském světě
Tradice dámských literární salonů a společností v arabském světě sahá až do předislámského období, kdy významná arabská literární postava Al-Khansa stála na trhu v Ukazu v Mekce, recitovala svou poezii a předkládala své názory shromážděným učencům. Kultura literární kritiky mezi arabskými ženami se objevila už v době dynastie Umajjovců. Sukaynah bint Husayn, (narozena někdy v sedmém století), založila první literární salonek ve svém domě. Tradice byla oživena koncem devatenáctého století v důsledku rozsáhlých společenských, politických a ekonomických změn uvnitř Osmanské říše a evropského politického a kulturního vlivu v regionu. Prvními průkopníky arabských literárních Salonů byly ženy z bohatých rodin v Sýrii a Egyptě, které se vrátily domů ovlivněné stykem s evropskými ženami v době, kdy studovaly v zahraničí a navštěvovaly pařížské salony, nebo studovaly ve školách evropských nebo amerických misionářů. Společenské večery, které pořádaly ženy, ale za účasti mužů i žen, poskytly jedinečnou příležitost diskutovat o společenských, politických a literárních trendech současnosti. Ačkoli tato tradice po druhé světové válce zanikla, zanechala v arabském světě trvalé dědictví o literární kultuře a otázkách ženských práv. Více než o sto let později zpráva OSN o lidském rozvoji v arabských zemích odráží to, co si v té době uvědomovalo mnoho lidí v arabských společnostech: „Arabské renesance nelze dosáhnout bez vzestupu žen v arabských zemích.“

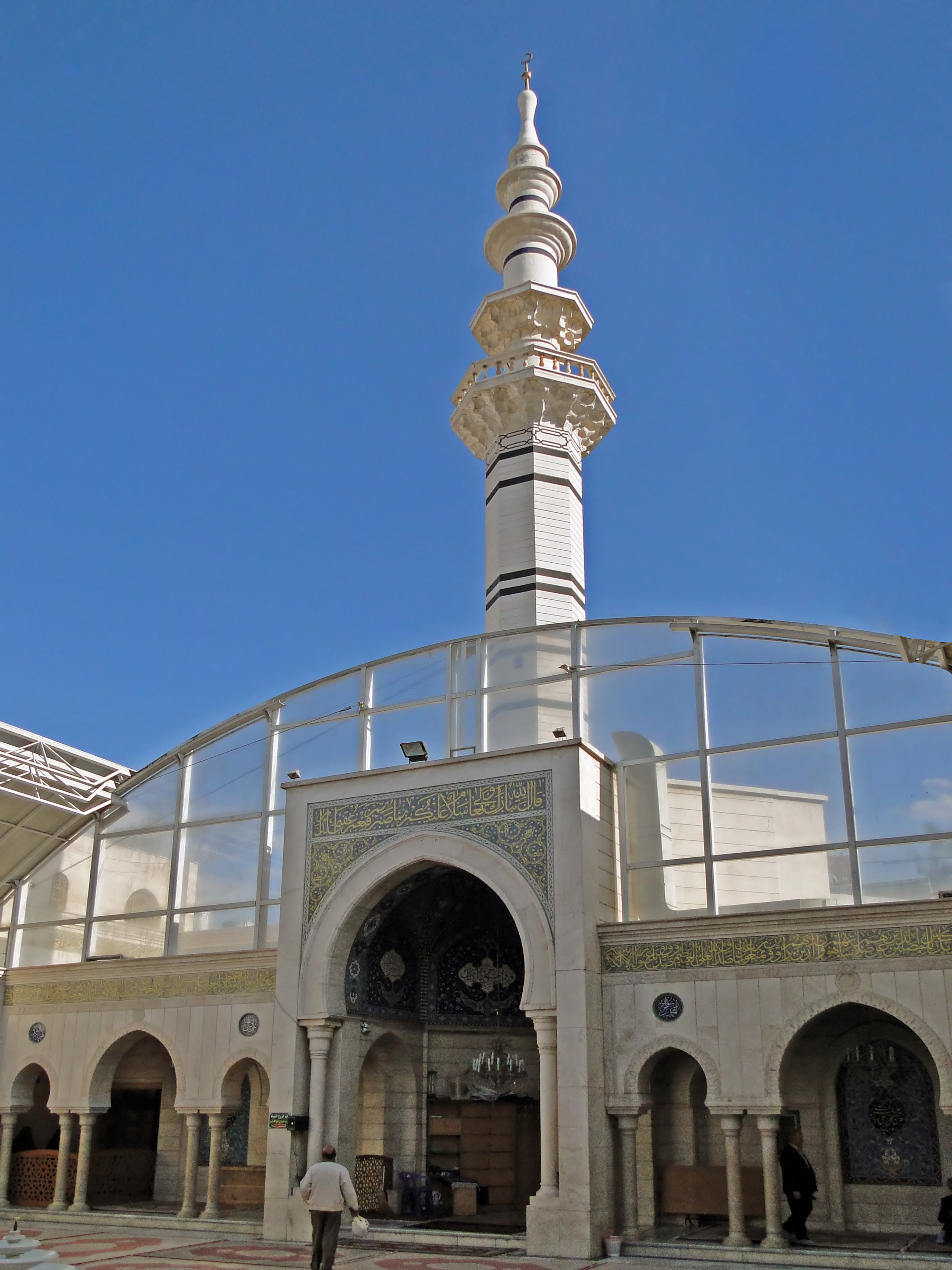
Minaret mešity Sayyidah Ruqayya, Damašek, Sýrie

## Souvislosti literárních společností devatenáctého století

### Ženy a vzdělání
19. století bylo obdobím rozsáhlé sociální, ekonomické a politické transformace uvnitř Osmanské říše od Mashrequ v Sýrii až k Maghrebu v severní Africe, vyplývajících z různých okolností vyskytujících se na různých úrovních říše. Změny se dotkly i vzdělávacího systému. Tyto změny byly z velké části způsobeny zvýšenou přítomností Evropanů v regionu a sekulárními názory a představami o moderním světě, které s sebou Evropané přinesli. Příchod křesťanských misionářů podporovaných evropskými a americkými vládami vedl k vytvoření formálního systému vzdělávání dívek, které do té doby měly jen malou či žádnou možnost vzdělání.Tuto úlohu plnily nejprve soukromé instituce, které poskytovaly vzdělání ženám z bohatých, převážně křesťanských rodin. Časem se tyto školy staly pro arabskou společnost sociálně přijatelnější a také cenově dostupnější, takže je mohly navštěvovat i ženy ze střední třídy a postupně byly dostupné i pro ty nejchudší. Stále více rodin souhlasilo se vzděláním svých dcer. Uvědomovaly si, že by dívky měly dostat vzdělání, které by jim poskytlo lepší vyhlídky na manželství, a co je důležitější, vzdělání by jim mohlo poskytnout odpovídající prostředky, aby mohly vzdělávat své děti. Ovšem rozsah vzdělávání nabízeného ženám byl omezen. Ženy se přesto chopily příležitosti učit se a prokázaly v tomto směru obdivuhodné úsilí a odhodlání. V polovině 19. století se smysl pro "... povědomí a také povinnost intelektuálního a společenského uvědomění, zejména ocenění situace žen a boj o jejich hlas ve společnosti stal viditelným a veřejným.
Pozoruhodným příkladem přínosu západních misionářů k rostoucím vzdělávacím příležitostem pro ženy byla práce Daniela a Abby Maria Bliss, amerického páru, který se přestěhoval do Bejrútu v roce 1866 a následně založil "Syrian Protestant College" (syrskou protestantskou školu), která se později stala americkou univerzitou v Bejrútu. V roce 1905 byl pro ženy zřízen ošetřovatelský program a v roce 1924 otevřela škola pro studentky další fakultu: "Faculty of Arts and Sciences" (Fakulta umění a věd).
Pokračující reformy uvnitř osmanské společnosti nakonec dosáhly až k institucionální úrovni, tedy samotný sultanát. Osmanský režim se rozhodl čelit hrozbě politického a náboženského vlivu křesťanských misijních škol. Sultanát si uvědomil, že říše nepřežije bez vzdělávání v moderních přírodních vědách a začal provádět vlastní reformy. Toto období se nazývá "tanzimat". Podle arabského historika Eugena Rogana, reformy tanzimat zavedené sultanátem neměly na říši velký vliv, nicméně v letech 1850 až 1860 začaly být výsledky reformy viditelné v každodenním životě.
Třetí, a pravděpodobně nejdůležitější tlak, který vedl k existenci a zlepšení vzdělávání žen v devatenáctém a počátkem dvacátého století, byl způsoben evropským kolonialismem a jeho odkazem. Napoleon, který Egypt krátce okupoval (1798 – 1801) nebyl příliš úspěšný se zaváděním francouzských standartů. Revoluční myšlenky přicházející spolu s dovozem technologií a vzdělávání byly úspěšnější v Egyptě a ve zbytku severní Afriky. Během vlády Muhammada Aliho, obdivovatele francouzských inovací a technologií se zlepšily interakce a výměny mezi Egyptem a Francií v kulturních, akademických a vědeckých oborech. A nebyli to jen arabští studenti, kteří odjížděli studovat do zahraničí.Také arabské ženy se vydávaly do zahraničí, hlavně do Francie. Pracovaly tam jako hostitelky či "salonnières" či za se realizovaly jinak. Například jako libanonsko-palestinská básnířka, spisovatelka a překladatelka May Ziade (Mayy Ziyadah), která strávila nějaký čas ve Francii. Další ženou byla egyptská feministka a příležitostná hostitelka salonních večerů, Huda Sha`arawi, která platila ze svých peněz studentům stipendium, aby si vůbec mohli dovolit studovat v Evropě. Myšlenky na reformu vzdělávání a podporu feminismu se objevovaly i jinde v arabském světě. Syrský spisovatel a učenec Butrus al-Bustani (1819–1883) v byl v Libanonu mezi prvními, kdo obhajoval právo žen na vzdělání, a to už v roce 1847. O dvě desetiletí později v Tunisku zdůraznil reformátor Ahmed Kheireddine důležitost vzdělání žen pro řízení domácností a výchovu dětí. To byl sice malý, ale zásadní krok v emancipaci žen ve společnosti. Později v Egyptě, poté, co Britové převzali od Francouzů jejich "civilizační misi" v Egyptě, také oni přispěli k reformě vzdělávání žen. Ve své práci s názvem "Modern Egypt" (Moderní Egypt), lord Cromer, který sloužil téměř třicet let jako vysoký egyptský komisař píše: "... omezením sféry zájmu žen na velmi úzký horizont, křečovitý intelekt spolu s potlačováním duševního rozvoje, je to čím trpí polovina populace v muslimských zemích."
V roce 1924, kdy "Faculty of Arts and Sciences" (Fakulta umění a věd) na Americké univerzitě v Bejrútu začala přijímat žádosti ke studiu od žen, byl zastáván názor, že "poznání spíše než nevědomost zachovává důstojnost a morálku žen". Ženy čelily situaci svého vyloučení z formálního vzdělávacího systému. Své vyloučení a společenskou marginalizaci se snažily ženy vyřešit pořádáním neformálních literárních nebo studijních kroužků ve svých rodinných domech. Navíc ženy jako Mayy Ziyadah a Mary 'Ajami pokračovaly ve svém vysokoškolském vzdělávání v Evropě a vracely se domů, aby vytvořily známé Salony a velice tak přispěly k rozvoji literatury, tisku a umělecké produkce v arabském světě.

### Ženy a veřejná sféra
Na přelomu devatenáctého století v mnoha arabských společnostech stále přetrvávala idea harému. Ženy městských středních a vyšších tříd byly omezeny na domácí sféru a drtivou většinu nebylo ve veřejném životě ani vidět ani slyšet. Nutnost přispět domácímu rozpočtu přece jen umožnila ženským příslušníkům nižších a venkovských tříd mírnou „svobodu“. Koncem devatenáctého a počátkem dvacátého století začaly pracovat v zemědělství. Nastala nutnost podporovat rodinu. Tím začaly problémy žen z domácností pronikat na veřejnost – i když pomalu. Procesu napomáhali i zastánci žen, jako byli Qasim Amin (1863–1908), kteří označovali vyloučení žen z veřejného života za „bezpráví“ a obhajovali částečné posílení postavení žen. Většina prominentních feministických spisovatelů však byla muži a přítomnost ženských aktivistek ve veřejné sféře prakticky neexistovala. Otevření „Salonů“ i pro mužské účastníky, z nichž mnozí byli dobře známí intelektuálové, poskytl ženám prostor k vyjádření svých myšlenek a názorů sice v soukromí, ovšem zároveň prostřednictvím živých debat a diskusí měly možnost ukázat svůj postoj k mužské dominanci ve veřejné sféře. Ve své diplomové práci s názvem „Arab Women Going Publict“ Boutheina Khaldi poznamenal: May Ziade a její „Literary Salon“ a „Comparative Context“, dokázala, že ženy v Salonech překonaly překážku genderové nerovnosti „tím, že do svých soukromých salonů přivedly společnost a vytvořily tak veřejnou sféru ze samé podstaty soukromého“. Eseje a dopisy, které napsaly hostitelka a účastníci Salonů na diskutovaná témata měly v té době značný dopad na celou společnost, a to zejména na Arabskou renesanci a emancipaci žen. Vydávání těchto prací bylo podle Jürgena Habermase interpretováno jako překlenutí propasti mezi soukromou sférou, ve které se ženy mohly setkávat a veřejnou sférou, kterou se snažily formovat a dobýt.

### Ženy a arabská kulturní renesance
Arabská renesance (al-Nahda nebo v arabštině: النهضة) byla snahou o dosažení kompromisu mezi moderním světem v Evropě a stále živým arabským dědictvím. Existovala zde naděje na vytvoření nové vize pro transformaci arabské společnosti. Bylo již zmíněno, že vztah mezi ženskými literárními Salony a arabským probuzením je mimořádně důležitý. Nejen, že setkávání literárních osobností bylo nedílnou součástí této snahy o transformaci, ale od počátku arabské renesance v 19. století si ženy uvědomovaly silné vazby mezi literárně-kulturním, sociálním a politickým veřejným životem a že literární hnutí je klíčem k osvobození "kolektivního vědomí" z tradičních norem, které zabraňovaly pokroku. Muži také v této době začali uznávat význam emancipace žen pro národní osvobození a rozvoj a není pochyb o tom, že zvýšená interakce mezi mužskými a ženskými intelektuály v literárních kruzích byla neocenitelným příspěvkem. Jeden z prvních mužů, kteří psali o osvobození žen, byl Kásim Amin (Qāsim Amin), vlivná literární postava z přelomu 19. a 20. století. Svými argumenty se snažil prosadit právo žen na emancipaci v zájmu arabské renesance, stejně jako al-Tahtáwí. Oba tito muži navštěvovali Salon May Ziade v Káhiře. Touha žen po emancipaci a nacionalistické sny mužů se tak stala základním kamenem rozvoje společnosti.
V roce 1847 založily dvě velké literární postavy arabské kulturní renesance Butrus Al-Bustani a Nasif Al-Yaziji první literární společnost "Jam'iyyat al-Adab wal-'Ulum (Literární a vědecká společnost)". Jejími členy byli výhradně syrští křesťané a Evropané žijící a pracující v diplomatických službách či v misijích. O deset let později byla založena "al-Jam'iyya al-'Ilmiyya al-Suriyya (Syrská vědecká společnost)", která přitahovala nejen muslimy, kterým se dostalo západního vzdělání, ale také drúzy a křesťany. V roce 1917 psal tuniský literát Hassan Hosni Abdel-Waha o naléhavé potřebě vzdělaných muslimských mladých žen, aby se ujaly budoucnosti a "probudily nacionalistického ducha", neboť bez toho by se "život změnil na nihilismus se všemi důsledky". Jen o několik let později ve dvacátých letech se Manwia Al-Wartani a Habiba al-Minshari stali vůdci dynamického ženského hnutí v Tunisku. Podobně jako tito mužští průkopníci, bojující za právo žen na vzdělání, začaly i ženy horních a středních vrstev v rostoucí míře představovat arabskému světu výhody vzdělávání a mnoho z nich se začalo zaměřovat na psaní a připojilo se ke svým mužským protějškům v arabské renesanci. Jedna žena, která měla zvláštní význam pro zvýšení povědomí o arabské renesanci mezi ženami, byla princezna Nāzīl Fadīl (asi 1884–1914). Její Salon bezpochyby ovlivnil mužské hosty, kteří byli obvykle významnými zastánci nacionalistických snah.
Tradice vydávání ženských prací, která je nedílnou součástí středoevropského světa a evropské renesance, byla také propojena s literárními Salony. Mnoho žen, účastnících se na Salonech, psalo dopisy a eseje týkající se problémů, o kterých se zde diskutovalo, o záležitostech jako rovnost, práva žen a nacionalismus. Například v Palestině se tisk stal zastáncem žen. Ženy tisk využívaly jako medium pro publicistiku a zveřejnění své činnosti. Libanonský novinář Hind Nawfal vydával v roce 1892 v Egyptě první časopis, měsíčník s názvem " al-Fatah" a povzbuzoval ženy, aby uvažovaly o žurnalistice jako o slušném a perspektivním zaměstnání. Další časopisy vydávané libanonskými ženami v Egyptě, následovaly: Anis al-Jalis, al-'A'ilah, al-Mar'ah, al-Zahrah, Fatat al-Sharq, al-A'mal al-Yadawiyyah a al-'Arous (Nevěsta), který vydávala Mary 'Ajami. Stojí za zmínku, že tyto publikace se nezaměřovaly pouze na otázky žen, ale také na otázky související s arabskou politikou a nacionalismem. Prostředí, ve kterém tyto ženské spisovatelky působily, bylo čím dále příznivější pro řešení otázky emancipace žen. Ovšem cesta k rovnosti a osvobození žen nebyla v žádném případě bez překážek a mnoho žen publikovalo své články pod pseudonymy.

## Salony

### Terminologie
Francouzské slovo "salon", které bylo poprvé v tomto smyslu použito ve Francii 17. století, pochází z italského slova "sala"; termín byl používán k definování velké přijímací haly nebo přijímací místnosti v soukromé rezidenci. Později byl používán při odkazu na společenská setkání ve Francii 19. století. Termín přinesla do Egypta napoleonská výprava a je to jedna z mnoha stop francouzsko-egyptského setkání (1798–1801) a jeho dědictví. Zatímco slovo salon byl evropský import, v arabštině existovala různá slova, která byla použita k popisu různých druhů společenských setkání v arabském světě. Podle akademika a experta Boutheina Khaldiho, termíny "nadwah" nebo "nadi" nebo "muntada" či "majlis" a podobně byly tradičně používány k označení výzvy, aby se lidé shromáždili za určitým účelem. Například první "majlis" uspořádaný hostitelkou či pořadatelkou arabského Salonu – Sukayna bint Husayn – má specifický význam shromáždění. Značí shromáždění, které by mohlo mít pravidelnější nebo trvalý charakter z hlediska času a místa. Khaldi dále říká, že lidé, kteří navštěvovali moderní arabské Salony, si to zjevně uvědomovali, a často používali jak francouzská, tak arabská slova pro označení těchto shromáždění, což dokazovalo syntézu arabských a evropských vlivů v kultuře Salonů.

### První Salon
O dějinách literárních Salonů v arabském světě není mnoho známo, přestože jejich historie je mnohem delší než by se dalo očekávat. Sukayna bint Husayn (735/743), otevřela svůj Salon v době vlády dynastie Umajjovců, tedy dávno předtím, než se Salony začaly pořádat v Evropě sedmnáctého století. Sukayna byla velmi inteligentní, uznávaná žena, byla velkou odbornicí na módu a literaturu. Byla první ženou, která otevřela svůj dům mužským a ženským hostům a organizovala večery hudby, literární kritiky a poezie.

### Evropské vlivy

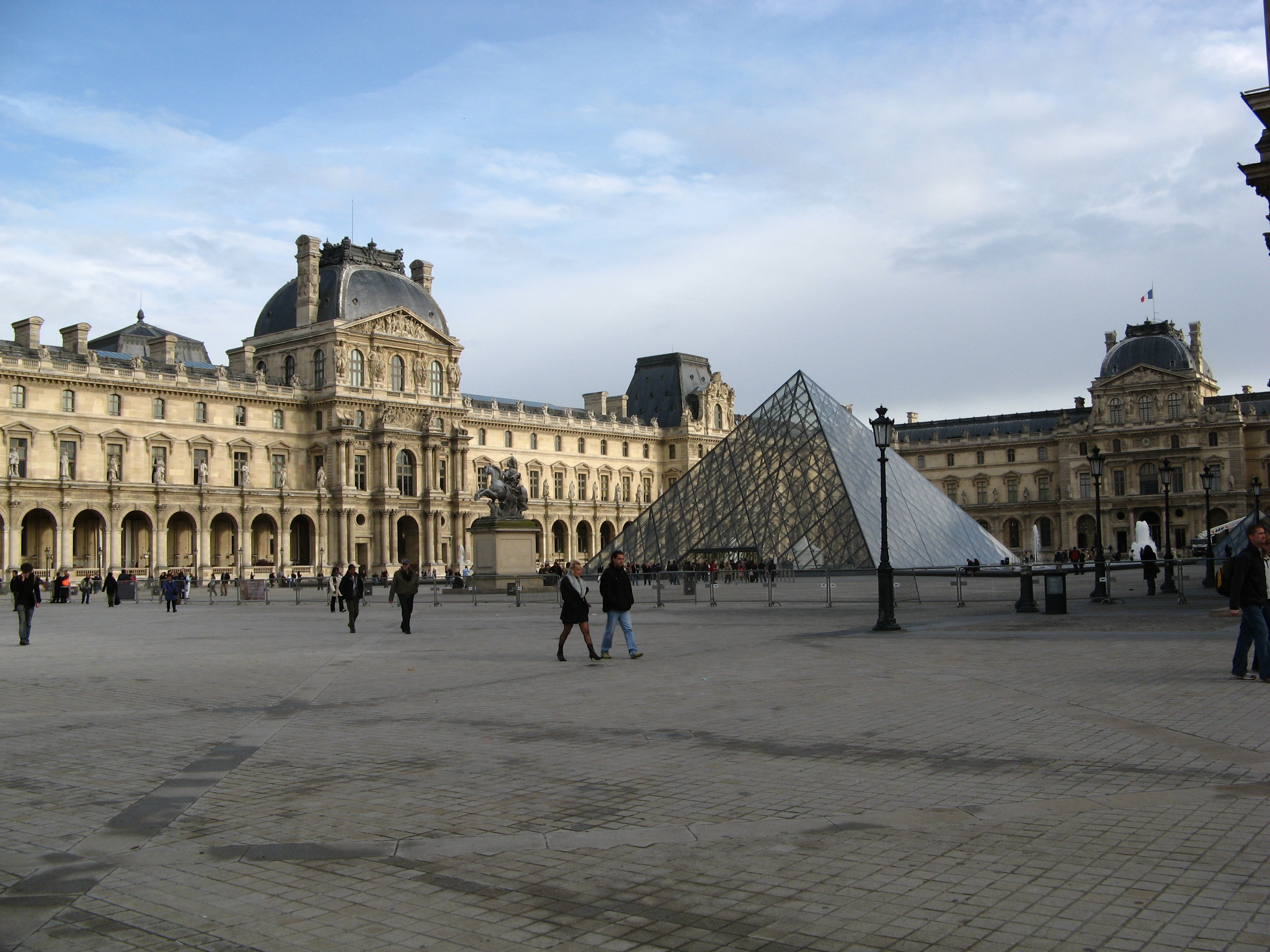
Hôtel de Rambouillet Catherine de Vivonne se nachází v krajní levé části této fotografie, kde od druhé poloviny 19. století stojí Pavillon Turgot z křídla Richelieu v paláci Louvre.

Mnoho z arabských žen, které založily literární Salony, získalo alespoň část svého vzdělání v Evropě nebo na evropských misijních školách, a bylo tak vystaveno určitým aspektům evropské kultury, včetně tradice pořádání Salonů. V tomto ohledu nelze podceňovat velký dopad koloniálních mocností a vlivu jejich kultury a hodnot na tento region. To však v žádném případě neznamená, že arabský ženský literární Salon pouze importoval či pasivně napodoboval evropské myšlenky. Naopak, muži a ženy, kteří cestovali do Evropy nebo kteří se v evropské literatuře dobře orientovali, vybrali prvky evropské tradice a spojili je s tradicí arabskou, což bylo pro arabskou renesanci typické. V roce 1890 se jedna z egyptských intelektuálek, narozených ve Francii Eugénie Le Brun (známá také jako Madame Rushdi, zemřela 16. října 1908) rozhodla uspořádat v Káhiře večerní Salon ve snaze dozvědět se více o ženských kruzích v Egyptě a podpořit oživení tradice. Jeden ze slavných Salonů, o kterém se říká, že tradici Salonů otevřel, byl „Salon Madame de Rambouillet“. Byl otevřen v roce 1618 a konal se v Paříži v hotelu „Hôtel de Rambouillet“. Byl to první a nejslavnější Salon ve francouzské historii. Madame de Rambouillet ve snaze odlišit svůj Salon od francouzské Akademie oživila akci zábavou a osvětlením. Stejně jako pozdější literární Salony v arabském světě, i zde se shromáždili mužské i ženské literární elity. Podobně jako v pozdějších Salonech v Káhiře se diskutovalo o tématech jako náboženství, filosofie a historie, ale je třeba poznamenat, že Madame de Rambouillet „... se postarala o to, aby diskuse nebyla příliš těžkopádná.“ May Ziade (Mayy Ziyadah), libanonsko-palestinská spisovatelka a překladatelka velmi obdivovala francouzské „salonnières“. Rozhodla se napsat o známé francouzské hostitelce a prominentní ženě aristokratické pařížské společnosti Madame de Sévigné, která byla sama ovlivněna časem stráveným v Hôtel de Rambouillet. Velký egyptský nacionalista a spisovatel Tāhā Husayn, který začal navštěvovat Salon May Ziade poté, co ho o to požádal Ahmad Lutfi al-Sayyid, komentoval spojení arabských a evropských vlivů, které vytvořily Salony koncem devatenáctého a počátkem dvacátého století: „May oživuje v tomto Salonu dlouho zavedenou arabskou historii, stejně jako převádí do Egypta dlouho zavedenou evropskou historii, starověkou i moderní.“

### Večer strávený v Salonu
Na rozdíl od Salonů v Anglii, které se někdy konaly během jednoho dne nebo trvaly i několik dnů se Salony ve městech jako Káhira, Jeruzalém a Aleppo konaly obvykle večer nebo v noci v rodinných domech. Jeden z méně známých Salonů v Bejrútu byl například svoláván každý měsíc na tři po sobě jdoucí noci za úplňku, kde muži a ženy zůstali vzhůru až do svítání a užívali si zábavy a živých literárních diskusí. Standardem "salonnières" bylo pozvat hosty z různých společenských vrstev. Tím se mladým spisovatelům dostalo příležitosti předvést svůj talent náročnému publiku, neboť většina Salonů byla prostorem pro mužské a ženské příslušníky vzdělané elity střední třídy. V rámci Salonu byla podporována volná konverzace a pocit vzájemnosti posiloval smysl pro rovnost. Večerní Salon byl také považován za místo, kde se oceňovala či kritizovala hudba a literatura. Bylo to místo, kde byly diskutovány společenské a politické myšlenky, kde bylo nasloucháno odlišným názorům a kde mohli hosté poznat nové módní trendy či ideje přicházející z Evropy. Podle historika Keitha Watenpaugha se na těchto sezeních dělo něco výjimečného. Takto popisuje průběh večera na Salonu:
"... soirées (večer) se nezúčastnili jen příbuzní, muži a ženy se pohybovaly pospolu, navzájem a svobodně, byli zde křesťané a muslimové, kteří sdíleli podobné zásady vzdělání, pili a kouřili cigarety – místo aby se dělili o "nargileh" (vodní dýmky) – když seděli rovně na židlích kolem vysokých stolů ..."
Tón a témata diskuse byly obvykle na uvážení "salonnières" neboli hostitelek, které konverzaci řídily. Samozřejmě, každý Salon byl poněkud odlišný, ale většina večerů nabídla kombinaci vážného a veselého rozhovoru, v některých případech i s hudební zábavou. Jak konverzace plynula, nebylo neobvyklé, že si hosté své rozhovory zpestřili osobními historkami nebo místními klepy. Ve skutečnosti, aby hostitelka byla opravdu úspěšná, bylo nutné mít talent pro podporování takových odboček, odlehčujících rozhovory. Protože tyto Salóny se konaly v čase arabského jara, které obhajovalo syntézu tradice a modernosti, bylo zdůrazněno použití "fushā" (klasické arabštiny). Specifická témata konverzace v literárních Salonech zůstala v průběhu let poněkud záhadou. Nicméně, v "Yatanaqashun" (Oni diskutují), což je fiktivní popis Salonu, který se konal v jejím domě, kde se na téma 'rovnost' dloue diskutovalo. Mayy Ziyadah podává dobrou informaci o obsahu, atmosféře a vzájemném ovlivňování během konverzace mezi mužskými a ženskými účastníky jejího Salonu.
Antun Sha`arawi také velmi živě popisuje bohatý večer strávený v syrském Salonu:
"Marrash,(Maryana Marrash) oblečená do šatů v barvě pouze bílé nebo černé, objednané z Paříže, hostila smíšená večerní setkávání, na kterých se diskutovalo o literárních tématech, jako je "Mu'allaqat", cyklus sedmi předislámských básní nebo práce Rabelaise a hrály se karetní hry a konaly se složité soutěže poezie. Víno a "araq" volně tekly, účastníci zpívali, tancovali a poslouchali hudbu z fonografu."

### Muži navštěvující Salon
Literární Salony navštěvovalo mnoho slavných a výjimečných mužů, kteří přispívali k diskusi. Někteří z nich se přátelili s ženskými hostitelkami a žádali je o radu a vyjádření názoru na svou práci. Mezi těmi, kdo Salony navštěvovali byl obhájce práv žen a spisovatelek, Qāsim Amin; islámští reformisté imám Muhammad 'Abduh a Rifā'ah Rāfi' al-Tahtāwī; vůdce egyptské politické strany Wafd. Sa'd Zaghlul; Lutfī al-Sayyid; literární kritik a novinář, Abbas Mahmũd al-'Aqqād; syrský básník Khalil Mutrān; novinář Muhammad Husayn Haykal; básník Ahmad Shawqī; egyptský premiér Boutros Ghālī a egyptský nacionalista a spisovatel Taha Husajn. Někteří z nich publikovali články a knihy o právech žen; včetně Rifā'ah Rāfi 'al-Tahtāwi a Qāsima Amina, který prý našel inspiraci pro svá klíčová díla, Tahrir al-Mar'ah (Osvobození žen) a al-Mar'ah al-Jadidah (Nová žena) v Salonu princezny Nāzlī al-Fādila.

## Významné literární Salony a společnosti

### Salon Maryany Marrash (Aleppo)
Salon Maryany Marrash, první Salon v devatenáctém století se konal v domě, který sdílela se svým manželem v Aleppu. Nabídla tak pravidelnému shromáždění soukromí, kde se hosté obou pohlaví mohli volně pohybovat, konverzovat či diskutovat na různá aktuální témata té doby. Marrash často své hosty bavila zpěvem a hrou na klavír. Pravidelnými návštěvníky Salonu byli literární osobnosti či prominentní politici, jako Abd al-Rahman al-Kawakibi, Qustaki al-Himsi, Rizqallah Hassun, Kamil al-Ghazzi a Victor Khayyat.

### Salon princezny Nāzlī Fādi (Káhira)
Nāzlī Fādil byla jednou z prvních žen, které oživily tradici literárního Salonu a nesmírně přispěly k vzestupu emancipace žen v arabském světě. Začátkem devatenáctého století začala zvát hosty do svého káhirského Salonu, i když je třeba poznamenat, že na její Salon nebyly zvány ženy. Stejně jako Maryana Marrash, princezna Nāzlī Fādi oživovala svůj Salon hrou na klavír, doprovázejí zpěv jednoho ze svých mužských hostů a její tuniská služka na hudbu tančila. Muži, kteří navštěvovali její Salon, byli prominentní v egyptské a arabské společnosti; včetně státníků, diplomatů, novinářů a literárních osobností. Mezi pravidelnými návštěvníky jejího Salonu patřil známý islámský reformátorský myslitel, šejk Mohamed 'Abduh, stejně jako Qāsim Amin, Butrus Butrus-Ghálí a Saad Zaghloul, abychom jmenovali alespoň některé.

### Společnost Úsvit Sýrie (Bejrút)
V 1880, libanonský spisovatel Maryam Nimr Makariyus založil v Bejrútu společnost „Dawn of Syria literary society“, Úsvit syrské literární společnosti.

### Salon Katy Antonius (Jeruzalém)
Katy Antonius vedla Salon, popisovaný jako „ohnisko společenského života v Jeruzalémě“. Salon pořádala v domě, který sdílela se svým manželem během jeho diplomatického pobytu v Jeruzalémě. Její manžel byl slavný arabský nacionalista George Antonius. Salon poskytl místním novinářům, úředníkům, důstojníkům, politikům a evropským diplomatům příležitost sejít se a diskutovat o nejnovějších literárních, sociálních a politických otázkách. Její Salon byl popsán jako 'vybroušená společenská událost s večerními šaty, syrským jídlem a pitím a tancem na mramorové podlaze'. Čas od času Antonius pozval chlapce z jejího sirotčince na její večerní Salon, společně s řadou významných hostů.

### Salon Mayy Ziyadah (Káhira)
Krátce před vypuknutím první světové války, se v domě Mayy Ziyadah konala společenská setkání, první Salon v Káhiře, na kterém se muži a ženy scházeli v jedné místnosti. Co se týče etikety, Ziyadah udržovala „taktní korespondenci“ s hosty svého Salonu, od nichž se očekávalo, že ji budou informovat o své přítomnosti prostřednictvím dopisů jako záležitost zdvořilosti. Ona a její hosté také publikovali dopisy s popisem konverzace na Salonu.
Syrský křesťanský novinář Salim Sarkis byl typickým představitelem vzdělané střední třídy. Byl zvyklý navštěvovat její Salon konaný vždy v úterý večer po dobu dvaceti tří let, od roku 1913 do roku 1936. Vliv Ziyadah na francouzské Salony je nepopiratelný a Sarkis ji srovnává s jinými pozoruhodnými francouzskými „salonnières“. Novinář předkládá čtenáři vzácný pohled na atmosféru Salonu v následujícím popisu:
Každé úterý večer se dům pana Ilyase Ziyadah, majitele novin Al-Mahrusah, změní v luxusní dům v Paříži a jeho dcera Mayy, syrská mladá žena, která stále vyhlíží jako dvacetiletá mění na Madame de Staël, Madame Récamier, 'A'isha al-Ba'uniyya, Walladah Al-Mustakfi bint a Wardah Al-Yaziji. Salon Mayy Ziyadah se proměňuje na trh v Ukazu (výroční veletrh v předislámské Mekce, kde Al-Khansa a další literární velikáni přednášejí poezii), kde filozofové a učenci propagují své názory.
Její večerní Salon skončil po matčině smrti v roce 1932. Sociální tlak neumožňoval samotné ženě užívat si společnosti mužů bez dalších přítomných členů její rodiny. Elegie syrského básníka Khalila Mutrana truchlícího nad smrtí matky Ziyadah a nad koncem Salonu:
Mayy!
Dům je opuštěný, kde je váš obývací pokoj?

Nejlepší elita Východu a Západu hledá ochranu pod vašimi nekonečnými křídly...

### Salon Hudy Sha'arawi (Káhira / Bejrút)
Salon Hudy Sha'arawi se konal pouze sporadicky, ale zúčastňovalo se ho mnoho slavných politických osobností a intelektuálů; včetně Ahmada Shawqiho, Gabriela Taqly a Muhammada Husayna Haykala. Hudy milovala hudbu a často hrála ve svém obývacím pokoji na klavír dlouho do noci. Hudy Sha'arawi každoročně udělovala na své náklady literární cenu pro povzbuzení mladých literátů ze svého Salonu, kteří studovali v Evropě.

### Dámský literární klub (Damašek)
Damašský ženský literární klub byl založen Mary Ajami kolem roku 1920 a byl zaměřen na posílení vazeb mezi ženami. Pořádala veřejná setkání a poskytovala účastníkům platformu pro porovnání jejich názorů na literární a politické otázky. Účastníci občas diskutovali o politice, ale hlavně se zaměřovali na oživení klasické arabské literatury a seznamovali se moderním západním myšlením. Podle Josepha T. Zeidana byli ti, kteří chodili na Salon, baveni nejen melodickými tóny hry na klavír Maryiny sestry, ale také bystrými a vtipnými komentáři Mary samotné, která byla „vysoce oceňována pro její schopnost řídit intelektuální konverzaci a byla uznávána jako "kvalifikovaná mluvčí".

### Salon Sukaynah Bint Al-Husayn (Damašek)
Thurayya Al-Hafez, učitelka a známá feministka, otevřela svůj Salon v Damašku v roce 1953. Salon byl pojmenován po Sukayna bint Husayn, první arabské ženě, která založila Salon. Byl otevřen jak pro muže, tak pro ženy, ale chod Salonu řídily ženy. Cílem Salonu bylo „... zvyšování literárních a uměleckých standardů, vytváření silných vazeb a spolupráce mezi jejími členy, publikování jejich děl, překládání západních literárních děl do arabštiny a překlad arabské literatury do cizích jazyků.“ Salon existoval až do roku 1963, kdy se jeho zakladatelka přestěhovala do Egypta.

### Průkopnické ženy Salonů
- Maryana Marrash (1849–1919) byla první arabskou ženou v devatenáctém století, která oživila tradici literárního salonu v arabském světě, svůj salon otevřela ve svém rodném domě v Aleppu.[10]
- Zaynab Fawwāz (? 1860–1914), zakladatelka salonu v Damašku.
- Princess Nazli Fadil (asi 1884–1914)
- Huda Sha'arawi (1879–1947) jedna z nejslavnějších feministek v arabském světě. V roce 1914 založila 'al-Ittihād al-Nisā'i al-Tahdhĩbĩ'(ženský unii pro zdokonalování), kde se setkávali Egypťané a Evropané aby spolu diskutovali o nových ideách. Toto vedlo k založení 'Jami'yyat al-Ruqiyy' a 'Adabiyyah li al-Sayyyidāt al-Misriyyāt' (Egyptská dámská literární společnost pro zdokonalování). Ve dvacátých létech, Sha`arawi začala pořádat pravidelná setkání pro ženy u ní doma, od té doby se datuje vznik Egyptian Feminist Union (Egyptská ženská unie). Od roku 1925 vydávala čtrnáctideník ' L'Égyptienne's cílem propagovat tyto ideje.[61][62]
- Mayy Ziyadah (1886–1941) jedna z nejznámějších žen spojených s literárními salony. Byla hlavní osobností v literárních kruzích po celém arabském světě.
- Mary 'Ajami (1888–1965) založila v roce 1920 Damascus Women's Literary Club (Dámský literární klub).
- Katy Antonius (rozená Nimr, † 1984), narozená egyptsko-libanonským rodičům. Jako dceři prominentního egyptského vydavatele a vlastníka půdy jí byla umožněna výsadní výchova a vzdělání v Alexandrii. V roce 1927 si vzala arabského intelektuála a nacionalistu George Antoniuse. Byla znalkyní módy známá svým vtipem, humorem, laskavostí a šarmem stejně jako její nechvalně známé party a salonní večery. Antonius kromě salonu založil ve Starém Jeruzalémě dětský sirotčinec jménem Dar al-Awlad.[49]
- Thuraya Al-Hafez (1911–2000) založila svůj vlastní literární a politický salon v Damašku, který byl otevřen pro obě pohlaví. Salon byl pořádala ve vlastním domě a byl pojmenován podle Sukayny bint al-Hussein, pravnučky proroka Muhammada, který předsedal prvnímu literárnímu salonu v muslimských dějinách.[63] Salon byl založen v roce 1953.[64]

### Moderní salon
V šedesátých letech se ženy a jejich ideje staly součástí tradiční kultury, a tak význam ženských Salonů klesal. Ženský literární klub, který byl založen Mary 'Ajami v roce 1922, pokračoval v Damašku, kde ho vedl romanopisec Ulfat Idilbi. Salon skončil jeho úmrtím v roce 2007.
V roce 2010 byl v hotelu v Damašku spuštěn nový týdenní salon pro mladé spisovatele a literární nadšence. Dům poezie, pojmenovaný Bayt al-Qasid, je příležitostí pro nové hlasy, spíše než zavedené básníky nebo spisovatele. Je otevřený stejně tak pro Syřany jako pro cizince.